# Kungsblomsterpickare
Kungsblomsterpickare (Dicaeum nehrkorni) är en fågel i familjen blomsterpickare inom ordningen tättingar. Den förekommer i bergsskogar på Sulawesi i Indonesien. Arten minskar i antal, men beståndet anses vara livskraftigt.

## Utseende och läte
Kungsblomsterpickaren är en mycket liten och kortstjärtad tätting. Hanen är omisskännlig med en röd krona (därav namnet), röd fläck på bröstet och röd övergump. Undersidan är vit med ett längsgående band centralt på buken och vita fjädertofsar på bröstsidorna. Honan är grå med rött bara på övergumpen. Ungfågeln liknar honan men saknar röd övergump. Bland lätena hörs ljusa och tunna "tzeet" och "kwit". Sången inleds med "tzeet-tzeet" för att sedan falla in i en snabb melodi.

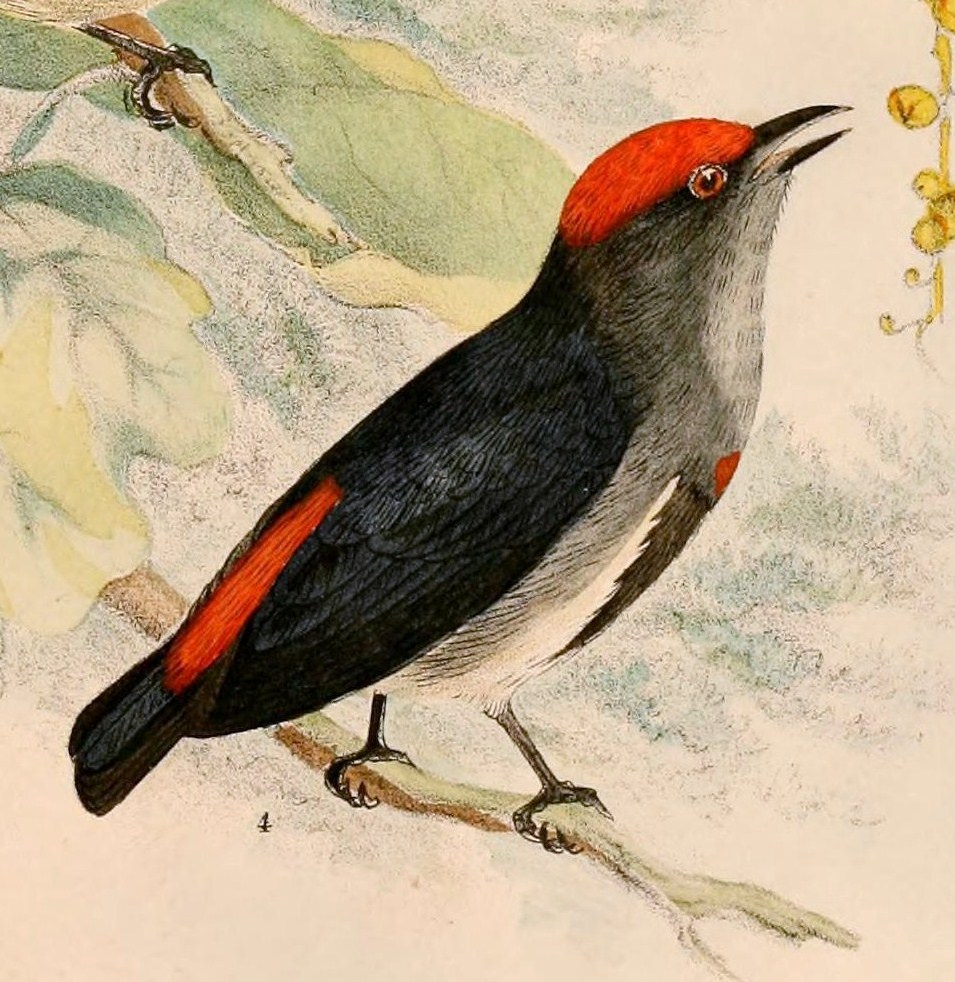
Illustration av hane kungsblomsterpickare.

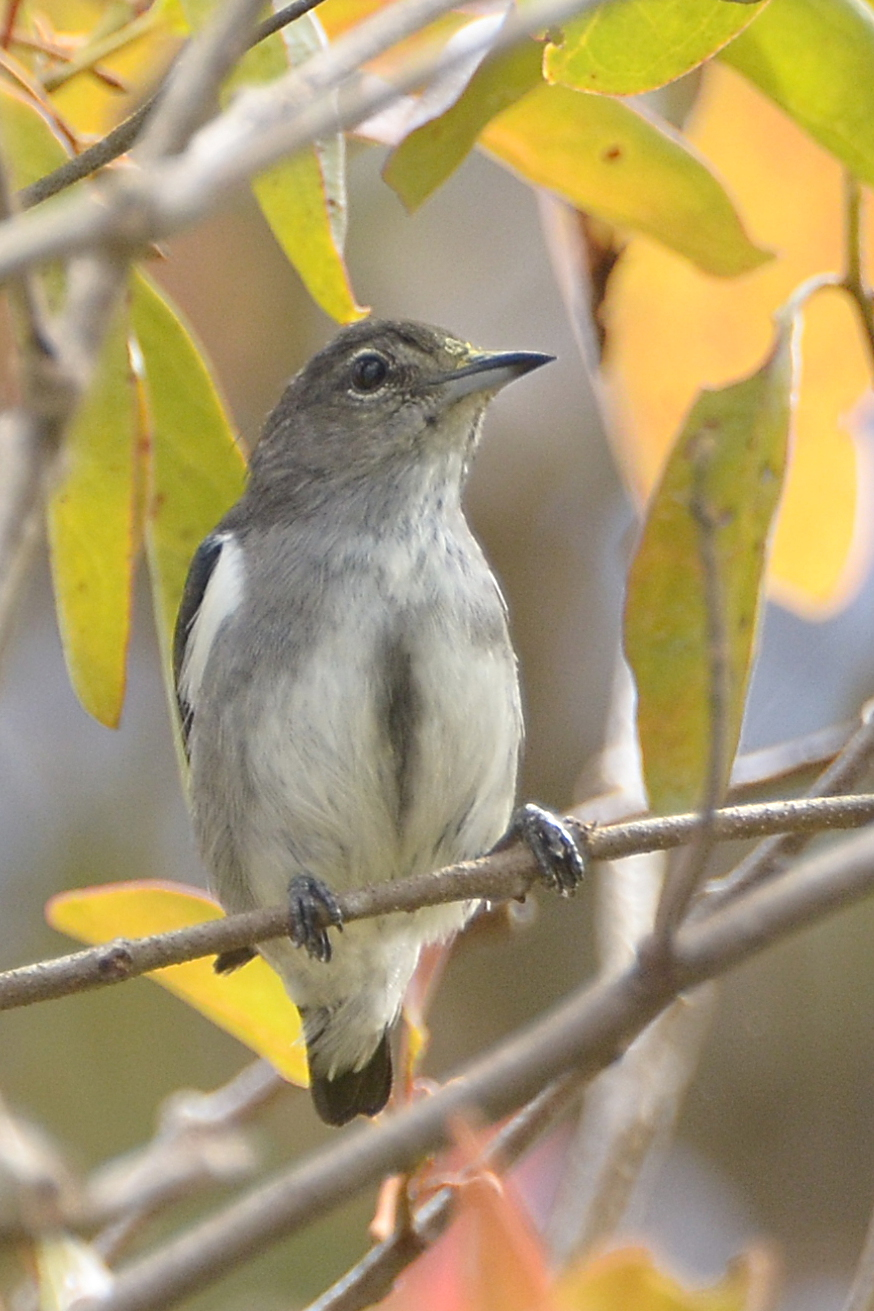
Hona på Mount Mahawu.

## Utbredning och systematik
Fågeln förekommer i bergsskogar på Sulawesi. Den behandlas som monotypisk, det vill säga att den inte delas in i några underarter.

## Levnadssätt
Kungsblomsterpickare hittas i skogar och skogsbryn i förberg och bergstrakter. Den ses enstaka eller i par i de övre skikten.

## Status
Trots det begränsade utbredningsområdet och det faktum att den minskar i antal anses beståndet vara livskraftigt av internationella naturvårdsunionen IUCN. 

## Namn
Fågelns vetenskapliga artnamn hedrar tyske oologen Adolph Nehrkorn (1841-1916).